# 덩썬웨
덩썬웨(중국어: 邓森悦, 1992년 2월 5일 ~ )는 중국의 리듬 체조 선수이다. 2014년 인천 아시안 게임 리듬체조 개인종합에서 은메달을 획득했다. 2014년 세계랭킹 22위다.

## 수상
- 2014년 제17회 인천 아시안게임 리듬체조 개인종합 은메달

## 출신 학교
- 베이징체육대학교